# 汝は唯一の
汝は唯一の（なんじはゆいいつの、ボスニア語:Jedna si jedina（ラテン文字）、Једна си једина（キリル文字））は、1992年から1998年まで、ボスニア・ヘルツェゴビナで使用されていた国歌である。

## 歴史
この曲は、ボスニア民謡の「S one strane Plive」（プリヴァ川の向こうで）から取られており、トルコ音楽の、「シヴァストポリ行進曲」に触発されたとされている。歌詞は、ボスニア人のディノ・メルリンによって作詞された。この曲は、ユーゴスラビアからの独立の数か月後に採用されたが、国内のセルビア人やクロアチア人をまったく考慮に入れていないものであったため、同様の問題のあった国旗及び国章とともに改定され、現在の国歌である、「インテルメツォ」となった。しかし、現在のボスニア・ヘルツェゴビナ国歌には、公式の歌詞がなく、現在でも多くのボスニア人に事実上の国歌として扱われている。そのため、現在でも多くのボスニア人がスポーツの国歌斉唱時に旧国旗を掲げたり、現在の国歌の演奏に対し旧国歌を大声で遮るように歌ったりしている。